# NGC 6416

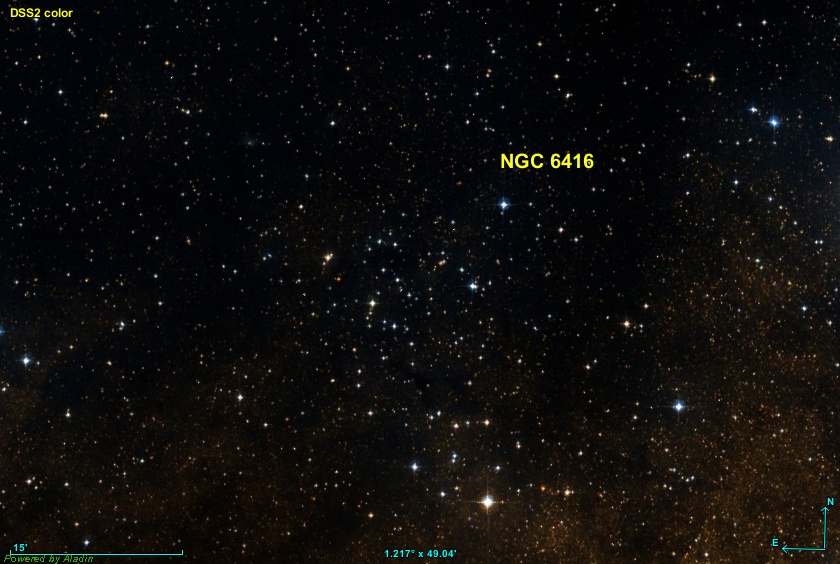
NGC 6416.
A imagem foi gerada mediante o emprego do software Aladin Sky Atlas do Centro de Dados Astronômicos de Estrasburgo, utilizando dados do DSS (Digitized Sky Survey). O DSS é um dos programas do STScI (Space Telescope Science Institute)

NGC 6416 é um aglomerado aberto na direção da constelação de Scorpius. O objeto foi descoberto pelo astrônomo James Dunlop em 1834, usando um telescópio refletor com abertura de 9 polegadas. Devido a sua moderada magnitude aparente (+5,7), é visível apenas com telescópios amadores ou com equipamentos superiores.